# مارسلو اورتیز
مارسلو اورتیز (انگلیسی: Marcelo Ortiz؛ زادهٔ ۱۳ ژانویهٔ ۱۹۹۴) بازیکن فوتبال اهل آرژانتین است.
از باشگاه‌هایی که در آن بازی کرده‌است می‌توان به باشگاه فوتبال روساریو سنترال اشاره کرد.